# Mieczysław Bram
Mieczysław Bram (Yiddish : מנדל בראַם; Sokołów Podlaski, 15 de junio de 1922 - Varsovia, 28 de febrero de 1986) fue un actor de teatro y cine polaco de origen judío.
A partir de 1936 trabajó en el Teatro Judío de Białystok como extra y empleado de utilería. En 1941, él y su equipo fueron deportados a Asia Central . Allí, en Frunze , la capital de la RSS de Kirguistán, estableció una cooperación con el grupo de teatro de Ida Kamińska. Después de regresar a Polonia , fue contratado en el Teatro Judío de Łódź , y desde 1955 hasta su muerte trabajó como director de escena y actor en el Teatro Judío de Varsovia . En 1976 aprobó el examen de actuación..
Murió en Varsovia. Está enterrado en el cementerio militar de Powązki (sección B21, fila 3, tumba 24).

## Trayectoria

### Actor de teatro
Actor en el Teatro Judío de Varsovia 
- 1985: Wielka wygrana
- 1984: Sen o Goldfadenie
- 1984: Rabin i błazen
- 1981: Poszukiwacze złota
- 1978: Planeta Ro
- 1977: W noc zimową
- 1977: Spadkobiercy
- 1976: Dwaj Kunie-Lemł
- 1976: Bóg, człowiek i diabeł
- 1976: Zmierzch
- 1975: Dzban pełen słońca
- 1973: Dybuk
- 1972: Było niegdyś miasteczko
- 1972: Wielka wygrana
- 1970: Dybuk
- 1969: Bóg, człowiek i diabeł
- 1967: Matka Courage i jej dzieci
- 1966: Swaty
- 1965: Pusta karczma
- 1964: Wielka wygrana
- 1963: Bezdomni
- 1962: Bar-Kochba
- 1960: Strach i nędza III Rzeszy

Actor en el Teatro Judío de Łodz
- 1949: Mój syn

### Cine
- 1985: War and love
- 1984: Kim jest ten człowiek
- 1984: Hania
- 1982: Austeria
- 1979: Komedianci
- 1979: Gwiazdy na dachu
- 1979: Dybuk